# Reviews of Modern Physics
A Reviews of Modern Physics egy 1929-es alapítású lektorált fizikai szakfolyóirat. Kiadója az Amerikai Fizikai Társaság mely a folyóiratot negyedévente adja közre. A folyóirat a Physical Review folyóiratcsalád része, annak összefoglaló jellegű írásait közli. Ennek köszönhetően a tudománymetrikai mutatóit tekintve kimagasló: a 2015-ben mért 24,580 SJR értéke (SCImago-rangja) a fizika és asztronómia témakörébe eső, ez évben figyelembe vett folyóiratoké közül a legmagasabb volt.

## Tartalma
A folyóirat összefoglaló írásokat (review-cikkeket) közöl, melyek önálló eredmények helyett egy adott téma részletekbe menő, főleg más kutatók már publikált eredményeire alapozott kifejtését tartalmazzák. Ezek a cikkek nem egy szűk szakterület képviselőinek szólnak, hanem például egyetemi hallgatóknak, vagy olyan szakembereknek, akik szeretnének egy, a szakterületüktől távolabb álló témáról átlátást nyerni. A cikkekre, azok jellegéből adódóan igen sokan hivatkoznak későbbi közleményekben, így a folyóirat tudománymetrikai jellemzői kimagaslóak – bár eredeti közleményekkel éppen ezért nem célszerű ezt összevetni.

## Tudománymetrikai adatai
| Mérőszám                                                | 2015     |
| ------------------------------------------------------- | -------- |
| Összes publikáció                                       | 38       |
| Impaktfaktor (hatástényező)                             | 33,177   |
| Az impaktfaktor ötéves átlaga (five-year impact factor) | 46,681   |
| Közvetlenségi index (immediacy index)                   | 6,474    |
| Az idézések felezési ideje (cited half-life)            | >10,0    |
| EigenFactor-pontszám                                    | 0,097350 |
| A cikkek hatása (Article Influence Score)               | 27,008   |
| CiteScore                                               |          |
| (Source-Normalized Impact per Page, SNIP)               |          |
| SCImago-rang                                            | 24,580   |
| 1. 2. 3. 4. 5. 6. 7.                                    |          |